# Saint-Denis-sur-Huisne

Saint-Denis-sur-Huisne este o comună în departamentul Orne, Franța. În 1 ianuarie 2022 avea o populație de 60 de locuitori.